# 來母
來母（白一平轉寫：l-）是中古漢語的次濁聲母，在三十六字母稱作半舌音，可與所有等配合，但二等字很少，三等沒有重紐。

## 擬音
來母在大多數漢語方言均爲舌尖邊音[l]。東亞普遍不分邊音和閃音，日、朝語的來母字對應齒齦閃音[ɾ]，而在梵漢對音可對應l或r。目前學者一致將其中古音擬爲舌尖邊音[l]。
| 聲母 | 高本漢 | 李方桂 | 陸志韋 | 王力 | 周法高 | 李榮 | 邵榮芬 | 蒲立本 | 董同龢 | 鄭張尚芳 | 潘悟雲 | 《廣韻》字數 |
| ---- | ------ | ------ | ------ | ---- | ------ | ---- | ------ | ------ | ------ | -------- | ------ | ------------ |
| 來   | l      | l      | l      | l    | l      | l    | l      | l      | l      | l        | l      | 1735         |

## 例字
| 等   | 例字                               |
| ---- | ---------------------------------- |
| 一等 | 羅 la、老 lawX、亂 lwanH、落 lak   |
| 二等 | 斕 lean、冷 laengX、犖 laewk       |
| 三等 | 劉 ljuw、吕 ljoX、淚 lwijH、立 lip |
| 四等 | 靈 leng、禮 lejX、練 lenH、歷 lek  |

## 今音
在北京音系和多數北方官話中，來母字絕大多數聲母均爲l [l]，且聲母爲l的絕大多數來自于來母。粵語標準語、吳語中來母也均爲[l]，且與n聲母分開。在部分長江流域的官話等方言，及粵語新近的懶音現象中，來母與來自泥母、娘母的n聲母字全部或部分相混，有時都變成[l]，有時都變成[n]，有時都成爲鼻化的邊音[l̃]，還有些洪音相混而細音分開的。
朝鲜语中，來母對應聲母的閃音ㄹ[ɾ]。但在大韓民國標準語中按照頭音法則，只是不在詞首時穩定，詞首的閃音會不穩定。一二等字在詞首時變成鼻音ㄴ[n]，而三、四等字經常和泥母四等、娘母三等字一樣脫落聲母成爲零聲母ㅇ。如二等字“冷”本爲 raeng，但在／ naengjanggo（冰箱）一詞中成爲 naeng。而“李”本爲 ri，在作姓時因在詞首而成爲 i，但在英文翻譯中仍按來源寫作Lee。
日語不論漢音吳音均爲ら／ラ行（閃音[ɾ]）。日語固有詞不允許閃音在詞首，ら／ラ行字開頭的詞一般都是漢字詞、外來詞或象聲詞。
漢越語中，來母字均爲[l]／l，而古漢越語中，來母字對應r（通音[ɻ]或顫音[r]）。